# Villa Medicea del Trebbio
La villa Medicea del Trebbio  est une villa médicéenne qui se situe près de San Piero a Sieve, dans le Mugello (province de Florence).
C'est l'une des premières résidences que les Médicis font construire en dehors de la cité de Florence.
Elle appartient d'abord à Jean de Médicis, puis, après sa mort son fils Cosme de Médicis la fait restructurer par son architecte Michelozzo dans un style de forteresse médiévale.
Elle a accueilli dans ses murs  le navigateur Amerigo Vespucci, mais aussi un retable de Sandro Botticelli, le Retable du Trebbio.
La villa est agrandie par Cosme Ier de Médicis, comme pavillon de chasse, et par son fils Ferdinand Ier de Médicis qui l'unit à d'autres possessions. Ferdinand II de Médicis la vend en 1644 à un riche Florentin, Giuliano Serragli, qui la cède ensuite aux pères philippins.
Au XIXe siècle, les maisons rurales adossées à la villa sont démolies pour faire place à un bosquet de cyprès.
Le jardin faisant face à la villa, avec ses roses et les massifs de buis, date du XXe siècle.

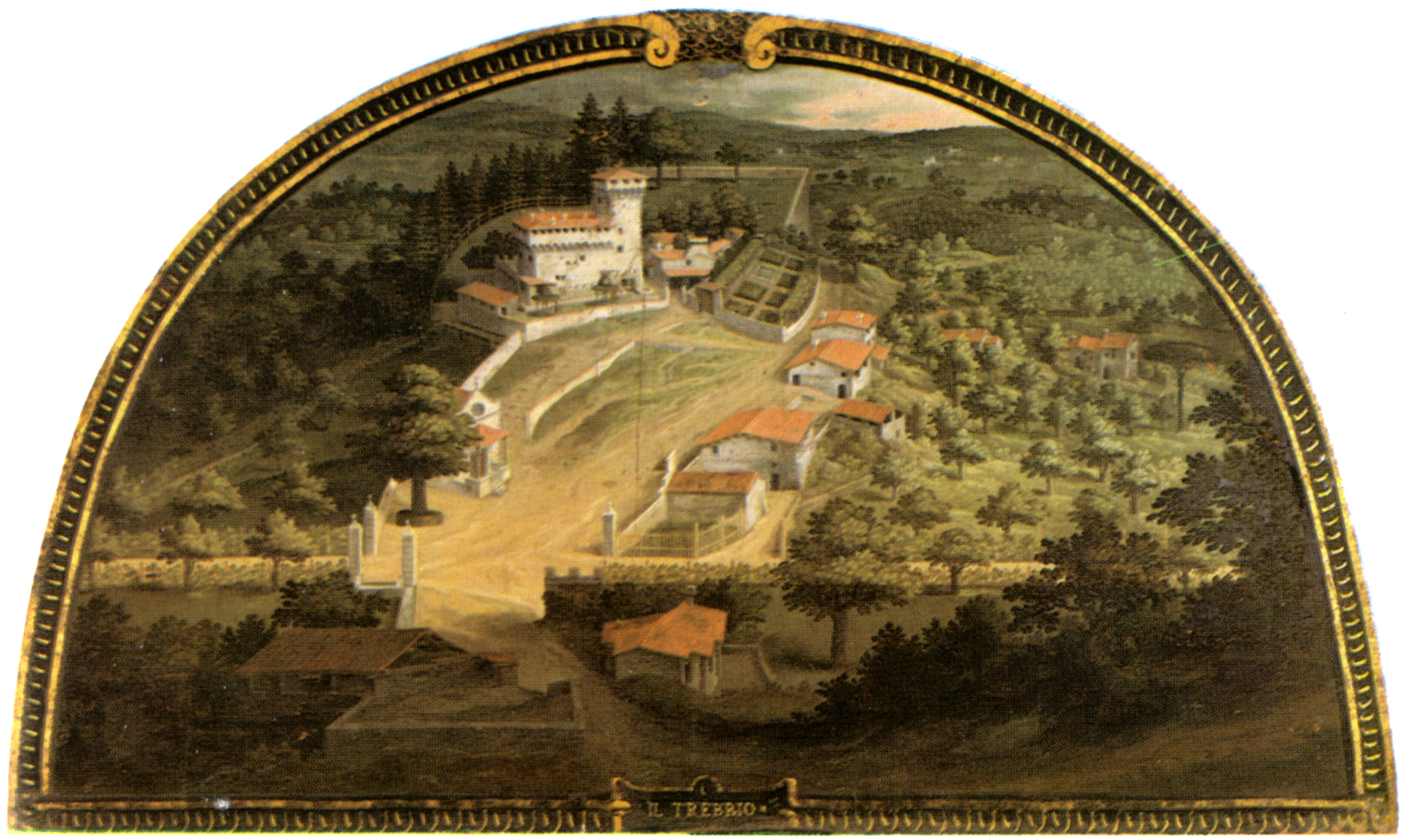
La villa del Trebbio, médaillon de Giusto Utens.

## Sources
- (it) Cet article est partiellement ou en totalité issu de l’article de Wikipédia en italien intitulé « Villa medicea del Trebbio » (voir la liste des auteurs).